# Исякаево (Бижбулякский район)
Исякаево (баш. Иҫәкәй) — село в Бижбулякском районе Республики Башкортостан Российской Федерации. Входит в состав Сухореченского сельсовета. 

## География

### Географическое положение
Расстояние до:
- районного центра (Бижбуляк): 35 км,
- центра сельсовета (Сухоречка): 15 км,
- ближайшей ж/д станции (Приютово): 38 км.

## Население
| 2002 | 2009 | 2010 |
| ---- | ---- | ---- |
| 157  | ↘141 | ↘129 |

Согласно переписи 2002 года, преобладающая национальность — башкиры (94 %).